# Stolt-Nielsen
Stolt-Nielsen är ett Luxemburgbaserat företag med rötter i Norge.
Stolt-Nielsen verksamhet, som i huvudsak består av sjötransport av kemikalier och andra flytande substanser i bulk, bedrivs över stora delar av världen. Man använder ca 150 oceangående fartyg, varav knappt hälften ägs och/eller drivs/bemannas av Stolt-Nielsen.
Företaget grundades i slutet av 1950-talet av Jacob Stolt-Nielsen. Denne betraktas som uppfinnare av parceltankern, en fartygstyp som skiljer sig från andra tankfartyg genom att varje tank har sin egen pump och sitt eget rörsystem.
Förutom rederiverksamheten driver Stolt-Nielsen ett antal tankterminaler i USA, Europa, Sydamerika och Asien. Vidare finns inom koncernen Stolt Tank Containers, samt Stolt Sea Farm som bedriver fiskodling.